# 辻政信
辻 政信（つじ まさのぶ、1902年（明治35年）10月11日 - 1961年（昭和36年）4月以降消息不明）は、日本の陸軍軍人、政治家。陸士36期首席・陸大43期恩賜。軍人としての最終階級は陸軍大佐。
ノモンハン事件、太平洋戦争中のマレー作戦、ポートモレスビー作戦、ガダルカナル島の戦いなどを参謀として指導した。
軍事作戦指導では「作戦の神様」「軍の神様」と当時においては讃えられていた。
その一方で、指揮系統を逸脱した現場での行動、部下への責任押し付け、自決の強要、戦後の戦犯追及からの逃亡などについて批判がある。
敗戦後は数年間を国内外で潜伏したのち戦記を上梓し、ベストセラーとなった。反共、反米、自衛独立を唱える政治団体の自衛同盟を結成後に、政治家に転身し衆議院議員（4期）、参議院議員（1期）を歴任した。参議院議員在任中の1961年（昭和36年）4月に視察先のラオスのジャール平原で行方不明となり、1968年（昭和43年）7月20日に死亡宣告がなされた。

## 生涯

### 幼年学校、士官学校と陸軍大学校
石川県江沼郡東谷奥村今立（現在の加賀市山中温泉）で4人兄弟の3男として生まれた。父の亀吉は炭焼きで生計を立てており、集落の中でも比較的裕福な家庭であった。山中高等小学校から苦学の末、1918年（大正7年）、名古屋陸軍地方幼年学校に50人中、24位で入学し、首席で卒業した。陸軍中央幼年学校では西竹一らが同期にあたる。陸幼を経て陸軍士官学校 （陸士）（36期） に入学し、予科二年間を終了後には士官候補生として金沢を衛戍地とする歩兵第7連隊（辻の原隊となる）に6カ月配属され、その後本科へと進み1924年（大正13年）7月に陸士を卒業した。幼年学校と同様に士官学校も首席で卒業しており、恩賜の銀時計を拝受している。見習士官として歩兵第7連隊に戻り、3カ月後に歩兵少尉に任官した。1927年（昭和2年）10月に中尉に進級し、1928年（昭和3年）に陸軍大学校（43期）に入学、1931年（昭和6年）11月に卒業した。陸大卒業席次は3位（首席は天野正一、次席は島村矩康）であり、恩賜の軍刀を拝受した。陸大での同期には秩父宮雍仁親王がいる。
辻が歩兵第7連隊に戻ってからしばらくして、中華民国の上海において第一次上海事変が発生した。歩兵第7連隊を隷下に置く第9師団も動員され、辻は第7連隊第二中隊長として上海に出征、負傷。翌年5月に上海停戦協定が調印され部隊が日本に帰還した後には、師団を代表して実戦の様子を偕行社で演説し、新聞でも辻の名が報じられている。同年9月には参謀本部付となり、編成班で勤務した。

### 参謀本部への転出と陸軍士官学校事件
編成および動員を担当する第一課において当時課長を務めていたのは東條英機大佐であった。辻は1933年（昭和8年）8月に大尉に進級し、12月に参謀本部部員となり、第一部第三課に転じた。1934年9月になると、士官学校の幹事（副校長）に転じていた東條の誘いを受けて陸士本科の生徒隊中隊長に任命された。この人事は栄転であるモスクワ駐在武官職を断っての決断であり、また老大尉が多い生徒隊中隊長を陸大卒のいわゆる天保銭組が務めるのは前例がなかった。澄宮（後の三笠宮崇仁親王）が陸士本科に入学する予定であったことが関係しているとみられる。実際に澄宮は辻が中隊長を務める第一中隊に配属された。辻は演習で自ら生徒とともに泥まみれになるなど指導に力を入れたため生徒間での人気は非常に高かった。
当時の士官学校は1932年（昭和7年）に発生した五・一五事件の影響もあって、軍部による国家革新を目指す国家社会主義思想が広まっていた。そのリーダー格であった第二中隊の武藤与一候補生は、皇道派に属する陸大の村中孝次大尉や磯部浅一一等主計とも接触しており、さらに陸士第一中隊の佐藤勝朗候補生にも声をかけた。佐藤から報告を受けた辻は生徒隊長の北野憲造に報告した上で、佐藤には内偵を命じた。佐藤、武藤と数名の候補生は磯部浅一、西田税、村中孝次らを訪問し、しばらくして村中大尉らは青年将校と士官学校生徒によるクーデター計画を打ち明けた。この情報を得た辻は参謀本部の片倉衷少佐および憲兵司令部の塚本誠大尉に通報した。さらに辻は塚本とともに陸軍次官・橋本虎之助中将の官舎へとおもむき、容疑者の摘発を強く主張した。
憲兵隊は村中孝次大尉、磯部浅一一等主計、片岡太郎中尉らを逮捕し、佐藤、武藤候補生らも軍法会議にかけられることになった。辻がスパイとして利用した佐藤を含め、陸士生徒5名が退校処分をうけ、青年将校らには不起訴、停職処分がくだされた。辻には重禁錮30日の処分がくだされ、その後、水戸の歩兵第2連隊付となった。
村中らのクーデター計画は具体性に乏しいものであったことが後の憲兵隊による調査で判明した。村中と磯部はこの事件が軍務局長・永田鉄山と辻らによるでっちあげであると主張し、辻、片倉、塚本を誣告罪で告訴した。さらに2人は事件の経緯を書いた「粛軍に関する意見書」を配布したことで免官される。この陸軍士官学校事件、真崎甚三郎大将の教育総監罷免、相沢事件を経て統制派と皇道派の対立は頂点に達し二・二六事件の発生につながることになった。

### 関東軍への転出
二・二六事件後の1936年（昭和11年）4月に、片倉衷少佐の斡旋（）によって関東軍参謀部付となった。兵站を担当する第三課に配属され、満州事変の経過や戦術を詳細に解析している。満州国協和会の基本理念を固めるために上京した際には、当時参謀本部で戦争指導課長を務めていた石原莞爾と面会、満蒙についての理念を石原から教示された。石原との出会いは辻にとって衝撃的だったようで、これ以降、生涯にわたる石原崇拝が始まり、辻は石原のことを「導師」と呼び人生最大の尊敬を向けることになる。9月、植田謙吉大将（関東軍司令官）と板垣征四郎中将（関東軍参謀長）の名で、「満州帝国協和会の根本精神」なる声明がパンフレットとして、石原信奉者であった辻の筆により出された。法令により直接に規定する根拠がないのに協和会を共産党のように政府をも指導する機関と規定し、さらに関東軍司令官を“哲人”と書き、大問題となった。これに抗議して当時の満州国総務庁長・大達茂雄も辞任し、関東軍もパンフレットを必死に回収した騒動があった。
1937年（昭和12年）5月には満州事変後に奉天郊外の寺に安置されたまま弔われていなかった張作霖の葬儀を協和会の名で執り行っている。同年7月7日に発生した盧溝橋事件をきっかけとして国民革命軍と支那駐屯軍との間に戦闘が発生すると、辻は関東軍の参謀長・東條英機や高級参謀・片倉衷らに同調して戦線拡大を主張した。この際、作戦主任の池田純久中佐に対しては、自らが爆撃機に乗って中国軍を爆撃すると申し出、この独断専行に驚いた池田がそのようなことをすれば戦闘機を用いてお前の飛行機を撃ち落とすと話したためこれを断念している。7月末には支那駐屯軍への転出を自薦し、8月に新たに編成された北支那方面軍参謀となった。上下を問わず不良軍人狩りを実施し綱紀粛正に努め、兵士や平民から「今様水戸黄門」と評された。また、汪兆銘政権への秘密工作を実行した。しかし、上司である北支那方面軍高級参謀の下山琢磨大佐と以前トラブルを起こしていた経緯があり、11月に関東軍作戦参謀に転じた。1938年（昭和13年）3月に少佐に進級した。

### ノモンハン事件
1939年（昭和14年）4月に「満ソ国境紛争処理要綱」が布告された。これは作戦参謀の辻が起案し関東軍司令官・植田謙吉大将が通達したものであった。ここでは、当時国境線が明確に決定されていなかった地点において、現地司令官が自主的に国境線を認定し、衝突が発生した際には兵力の多寡に関わらず必勝を期すことが記されている。「侵さず侵しめざることを満州防衛の根本とする」、「万一侵されたら機を失せず膺懲する」などの記述を辻は拡大解釈し利用することになった。
5月11日、外蒙古と満州国が共に領有を主張していたハルハ河東岸において、外蒙古軍と満州国警備隊との小規模な衝突が発生した。戦後の著書『ノモンハン』において辻は次のように記している。
幕僚中誰一人ノモンハンの地名を知っているものはいない。眼を皿のようにし、拡大鏡を以って、ハイラル南方外蒙との境界付近で、漸くノモンハンの地名をさがし出した。
この記述は『ノモンハン』の出版当時、紛争に深く関わった辻の無責任さをよく表しているとして強い批判の対象となった。
ハイラルに駐屯する第23師団は要綱に従って直ちに部隊を増派し、衝突は拡大した。外蒙古を実質植民地としていたソビエト連邦でもゲオルギー・ジューコフ中将が第57軍団長に任命され、紛争箇所に派遣された。関東軍司令部では紛争の拡大を決定し、外蒙古のタムスク航空基地の空爆を計画した。これを察知した東京の参謀本部は電報で中止を指令したが、辻はカンジュル廟とハロンアルシャン付近を相手空軍が越境爆撃している以上、外蒙古のタムスク航空基地爆撃を行うことは認められるとしてこの電報を握りつぶし、作戦続行を知らせる返電を行っている。この電報の決裁書では、課長、参謀長および軍司令官の欄に辻の印が押され、代理とサインされていた。参謀長および軍司令官には代理の規定が存在せず、辻の行動は明らかに陸軍刑法第37条の擅権の罪 に該当する重罪であった。紛争はジューコフによる攻勢によってソ連軍優位に進み、8月31日に日本軍は係争地域から撤退、9月16日に日ソ間で停戦協定が成立した。
ノモンハン事件の和平交渉は12月7日から25日までソ連のチタで、続いて翌年1月7日から30日まではハルビンで行われた。1月30日には全ての交渉が終わり署名を残すのみとなっていたが、ソ連・蒙古代表団は合意を覆して1月30日に帰国してしまった。当時、満州国代表団に補佐官として加わっていた北川四郎は、当初「ロシア人は全く信用ができぬ」と憤慨していたが、会議において満州国代表を務めた外交部政務司長の亀山一二から戦後になり、辻が白系ロシア人を使って、会議が合意した場合、ソ連代表ボグダーノフ少将と外蒙古代表ヂャムサロンを殺害すると脅したことが原因であると聞いている。
戦後、辻は「戦争は敗けたと感じたものが、敗けたのである」「外交もまた、敗けたと思うものが、敗けるのである」と記している。
ノモンハン事件では第23師団捜索隊長井置栄一中佐や歩兵第七十二連隊長酒井美喜雄大佐など、辻によって自殺を強要された将校がいた。
辻は捕虜交換によって戻ってきた将校たちにも自殺を強要した。
大谷敬二郎も、捕虜から帰還した将兵に辻が自殺を強要していたとの噂があったと述べている。
事件収束後、辻と、関東軍作戦課を取り仕切っていた主任参謀・服部卓四郎中佐は、辻は第11軍（漢口）司令部付、服部は歩兵学校付・教育総監部付に左遷された。

### ノモンハン事件後
第11軍司令部付となった辻は軍紀係を命ぜられ、夜の漢口の街を厳しく取締った。第11軍参謀の山本浩一少佐が頻繁に料亭に出入りし情報収集代として金銭を渡していたことを中央に告発し、山本が東京に召喚されるという事件があった。
1940年（昭和15年）8月に中佐に進級。辻は、12月25日付で、南方作戦の準備のため台湾軍司令部内に新たに設置された研究部（第82部隊）第1課（企画課）に配属され、作戦に必要な戦闘方法等の研究や資料の収集・調査を指導した。
1941年（昭和16年）6月頃、参謀本部作戦部で、第11軍に左遷されている辻を呼び戻そうとする動きが起こり、参謀本部作戦課長・土居明夫は作戦班長の服部卓四郎と辻がともに常々積極攻撃派であることから二人を一緒にすればまたノモンハンのようになるとして反対、参謀本部作戦部長・田中新一と対立することになり、同年7月1日付で土居は転出し、服部が作戦課長に就任した。（なお、土居はノモンハン事件直前にモスクワから日本に戻るシベリア鉄道でノモンハンに集結する戦車等の輸送が行われているのを確認し、関東軍等に対応を進言したが辻に握りつぶされた前歴がある。）台湾軍研究部は1941年7月に閉鎖され、辻は1941年7月10日に参謀本部作戦課の兵站班長に補任された。
ノモンハン事件の頃は北進論者であった辻であるが、この時期は南進論者に豹変していた。田々宮英太郎によると、1941年秋、日米首脳の直接会談によって戦争回避をはかった近衛文麿内閣総理大臣の爆殺を計画したが、直接会談はおこなわれず、近衛内閣も退陣したため、爆殺計画は実行されなかった。この時期になると辻は石原の敵対者であった東條英機内閣総理大臣に接近している。

### マレー作戦とシンガポール華僑粛清事件
太平洋戦争開戦後はマレー作戦で第5師団の先頭に立って直接作戦指導を行い、敵軍戦車を奪取して敵軍陣地突入を行った。作戦参謀としての任務を逸脱し第一線で命令系統を無視して指揮をとることもあったという。敵の抵抗が激しかったカンバルを視察した際は第一線の小隊長がタコツボで小さくなっているのを見て、側にいた上等兵に、この小隊長はダメだ、お前が小隊長をやれと言って、当の上等兵を驚かせたと言う。さらに軍司令部に戻って増兵を要求し、それが容れられないと怒って、参謀をやめると言って引っ込んでしまったようだとされる。第25軍司令官・山下奉文中将は辻とそりが合わず、マレー作戦中の日記において、「この男、矢張り我意強く、小才に長じ、所謂こすき男にして、国家の大をなすに足らざる小人なり。使用上注意すべき男也」と辻を厳しく批判している 。また、市川支隊一千人をタイ国軍に変装させてクアラカンサルまで大突破を図るという作戦に立案したが、上陸の合図を送るはずだった現地外交官が日にちを誤り、計画通り上陸できず、この作戦は不発に終わった。
本作戦において辻は、紀元節、天長節、陸軍記念日などの記念日に拠点を占領する日が来るような実情を無視した作戦計画を立て作戦部隊の混乱を招いている。
シンガポールの戦いで英軍を破りシンガポールを占領した日本軍は、市内の華僑20万人の一斉検問をおこない、この中から抗日分子であると判断した者を大量に処刑した（シンガポール華僑粛清事件）が、この敵性華僑剔出処断案は、作戦主任参謀の辻と朝枝繁春が起草し山下司令官が決裁したものと、多くの者から考えられている。これらはいわば状況証拠による判断で、確実に決定的といえるものはない。河村参郎はその遺著で、辻から華僑処分が必要な理由の説明を受けたことや、自らが命じられて行わせたシンガポールでの華僑虐殺について、当時の司令部での勢いから当然としながらも軍参謀長が信念をもって軍議を指導していればと嘆いており、自らは元々の軍議に立合っていないが、山下の強硬な主張でなければ参謀らの強い主張に引き摺られた可能性を匂わせている。一方、元NHKプロデューサーの中田整一は、自身が角田房子から引継いだ資料の中に、西村琢磨（やはりシンガポールの華僑虐殺で処刑されている）の教誨師であった浅井堅教が書いた手記があり、それによるものとして、辻が馬奈木軍参謀副長の承認を得て虐殺命令を出し、その兵を実際に指揮したのは辻と林参謀だと、西村が浅井に語ったとしている。この中田の著書でも、西村が軍議などをどこまで実際に見たものであるかは、はっきりとしない。
しかし、現場の実行段階においては、警備本部で嘱託として勤務した篠崎護や現地の陸軍将校らが、辻が虐殺を強く指導していたことを証言している。辻参謀が現場を訪れて「シンガポールの人口を半分にするつもりでやれ」と檄を飛ばすなどしたという（もっともこれも、河村参郎が家族宛てに書き残した書面によれば、師団に軍参謀一人ずつを虐殺実施監督に付けることが決められ、シンガポールではたまたま辻が配属された市内担当の昭南警備隊で司令官クラスの戦犯死刑者を出した結果、辻の言動ばかりが取上げられることになった面が強く、もともとの虐殺提唱者が必ずしも彼とは限らない。）。
「抗日分子」の選別は、事前に取り決めた名簿に照合する方法で厳密に行われていたわけではなく、潜在的な敵性分子をあらかじめ多量に始末しておくこと、粛清する人数そのものが目的化されていたため、その結果、外見や人相からそれらしい人物を適当に選び出し、多数の無関係のシンガポール華僑が殺害された。辻の起案した命令に対して、河村参郎昭南警備隊司令官などの指揮官たちは、短期間に大量の市民から敵性華人を選り分けるのは不可能であると上層部に抗弁し、河村はその後も虐殺中止するように進言したというが、結局実行せざるをえなかった。
戦後のイギリスによる戦犯裁判において、虐殺を命令したとみられる山下（フィリピンで勾留、1946年2月23日処刑）、現地将兵らに虐殺実行を迫っていたとされる辻（逃亡）、朝枝（シベリア抑留）は何れも裁判に出ることはなく、虐殺には反対でその進言しようとした河村参郎司令官と、やはり虐殺に反対した大石正幸隊長の2名が現地指揮官として虐殺の責任をとらされる形で戦犯として処刑された。上層部の命令の記録は残されておらず、河村等は自身らは虐殺には反対であったことや上官からの命令であることを主張したが、実行責任者として、その罪は許されなかった。終戦時にバンコクにいた辻は逃亡し行方をくらませており、戦後、潜伏から再び姿を現わしたのは両名とも処刑された後だった。戦後、河村の遺著が『十三階段を上る』として出版されたとき、辻は序文を寄せたが、辻をシンガポール虐殺の責任者と疑う元憲兵の大谷敬二郎はこれを無神経と非難している。もっとも、辻はタイで逃亡するにあたって、都合の悪いことは全て自分の責任ということにしてよいと周りの者に語っていたとも言われている。 
マレー作戦終了後の1942年（昭和17年）3月に辻は参謀本部作戦課に呼び戻され作戦班長となった。

### フィリピン バターンにおける虐殺
フィリピン戦線を担当していた本間雅晴中将率いる第14軍は、マニラ占領後にバターン半島にこもる米比軍の追撃をおこなった。しかしジャングルの悪環境や情報不足によって攻撃は一時頓挫し、東京の大本営では一部参謀を左遷し、さらに辻を戦闘指導の名目で派遣した。4月3日に開始された第二次総攻撃によって、米比軍は4月9日に降伏し、コレヒドール島を残すのみとなった。
4月9日に米比軍指揮官エドワード・P・キング中将が降伏を部隊に命じて以降、米比軍兵士が続々と投降し始めたが、そのような中、連隊や兵団に「米比軍投降者を一律に射殺すべしという大本営命令を伝達する」との命令が第65旅団司令部から電話で伝達された。この命令を信じ、第百二十二連隊のように虐殺を実行に移した部隊もあった。ところが大本営はこのような命令を下達しておらず、本間中将も全く関知していなかったともいう。当時、歩兵第141連隊長であった今井武夫は、第65旅団司令部の高級参謀・松永梅一中佐からその命令を電話で伝えられた。松永の談によると、辻が口頭でその命令を伝達して歩いていたとのことである。一方で、キング中将が行ったバターンのみの降伏に対し、フィリピン全土の降伏を望んでいた本間中将にとっては、既にバターン攻略に予定を遥かにこえる日数がかかっており、早急にこれらの降伏兵を片付ける必要があったのであり、辻はうまく逃亡できたため其の責任を押し付けられることになっただけとも、辻にも実際にそれなりの責任があったとも言われる。
日本軍によってバターンから移動中あるいはその後の収容所においても、多くの米軍人が劣悪な待遇や暴行を受け、極度の疲労・衰弱から、あるいは処刑されて死亡したバターン死の行進に関連した虐待･虐殺は、戦後、逃亡した辻ではなく、本間雅晴司令官などが戦犯として処刑されることで、その責任を負うこととなった。

### ポートモレスビー作戦
海軍からの要請を受け陸軍は新たに第十七軍を編成しニューギニア島南岸のポートモレスビー攻略に当たらせることになった（ポートモレスビー作戦）。補給上の見地からポートモレスビー占領は困難であると見ていた大本営では、十七軍に対して作戦研究を命じたが、十七軍に命令を交付するためミンダナオ島ダバオに到着した辻は、直ちに作戦を実施するよう指導した。田中作戦部長はこの辻の独断専行を疑問視したが、服部作戦課長は現地にいる辻を信頼しこれを追認した。ニューギニア島北岸のブナから島を縦断するオーエン・スタンリー山脈を超えポートモレスビーに至る侵攻作戦は完全な失敗に終わった。辻自身は駆逐艦朝凪に便乗してブナ視察にむかったが、到着直前に空襲を受けて朝凪は損傷、辻も頭部に戦傷を負った。

### ガダルカナル島の戦い
日本に戻った辻は、ガダルカナル島の戦いにおけるイル川渡河戦で戦死した一木清直陸軍大佐が軍旗を焼いて自刃したと語った。
これ以後、日本軍はガ島の戦いとラビの戦い（ニューギニア作戦）の二正面作戦を実施する。
ガダルカナル島攻防戦でも実情を無視した攻撃を強行したのは辻の責任であるとする説によると、ガダルカナル島での作戦の過程では現地指揮官の川口清健少将と対立し、参謀本部作戦参謀の立場を利用して川口を罷免させようとした。辻が攻撃しようとしていた場所は、既に川口が一度総攻撃を行った場所であって、再度の総攻撃でも失敗する確率はきわめて高いと思われた。しかも、総攻撃の日時は、海軍の都合で夜間に艦隊が島の周辺海域に突入できる月齢と一致させるために、戦闘準備には無理が生じ、ジャングルの中を通る険しい道路によって大砲などもほとんど輸送できず、結局小銃での攻撃に頼るのみであった。この条件では作戦の失敗も当然である。
また、川口少将は、ラバウルから偵察機が米軍の上空を撮影した航空写真の分析から、米軍の防衛が以前より遥かに強化されていることを知り、正面よりも東側からの攻撃を辻に具申した。しかし、辻は、この重要な情報を無視して、川口少将は攻撃部隊長から罷免され、予定通りの攻撃は死傷率40パーセントの大敗となった。
戦後、辻はこの作戦の失敗を川口側に問い、自著『ガダルカナル』で「K少将」と川口の名を伏せ、専ら自らの主張に沿った描写をした。辻の主張に怒った川口は、当時国会議員となっていた辻の地元の石川県で講演会を開いたものの、講演会は辻の賛同者達による怒号とヤジに包まれ失敗した。
もっとも、日本海軍も第四水雷戦隊（旗艦、駆逐艦「秋月」）の護衛下で重火器弾薬を搭載した高速輸送船6隻をガダルカナル島に送り込んだが、米軍機の空襲で輸送船3隻（笹子丸、九州丸、吾妻山丸）を喪失。ガ島に揚陸した軍需品も米軍機動部隊の空襲と艦艇による砲撃で焼き払われてしまった。
アメリカ軍が占領したヘンダーソン飛行場への総攻撃失敗を体験した兵士達は、辻に報告を行い、攻撃方法の改善策を進言した。彼等は辻ならば直ぐに全軍に情報を伝え迅速に対応策を練るだろうと期待していたが、辻は同期の多数の指揮官の戦死などの報告を聞き、呆然としたまま迅速な対応をとることが出来なかった。結局ガダルカナル戦で辻は、重度のマラリアにかかり、駆逐艦輸送作戦（鼠輸送）のため到着した駆逐艦「陽炎」に便乗（11月8日）。途中撤退している。
11月25日、大本営でガ島戦の体験談を語った。辻は「2～3個師団を潰してもガダルカナル島に増援兵力をおくるべき」と主張したが、大本営はガダルカナル島からの撤退を考えはじめていた。
なおもガダルカナル島にこだわる辻だが「大丈夫やれる」と主張するだけで、具体的な策はなかったという。
最終的には辻もガ島撤退に同意するようになったが、海軍との交渉も続けていた。
1943年（昭和18年）2月、陸軍大学校教官に異動する。一連の参謀本部の人事異動について高松宮宣仁親王は「責任をとるようでとらない陸軍式ではないか」と見ていた。

### 中支戦線、ビルマ戦線
1943年8月、大佐に進級し、支那派遣軍第3課長として中国大陸に赴任した。この時、戦局が不利になりはじめた事により対蔣介石政権講和を東條に進言、辻自らによる重慶乗り込みによる直接講和交渉をしようとしたが、東條を始め陸軍首脳に反対され失敗した。この事もあって東條に嫌われた辻は1944年（昭和19年）7月、第33軍参謀としてビルマに赴任した。
ビルマにおいては拉孟・騰越の戦いに参陣した。「軍は龍稜方面の敵に対し攻勢を企図しあり、『バーモ』（拉孟）『ナンカン』地区の防衛は未完なり、水上少将は『ミイトキーナ』を死守すべし」とミートキーナ守備隊指揮官・水上源蔵少将個人宛の死守命令を起案し軍命令が発令。水上少将は独自の判断で「ミートキーナ守備隊の残存しある将兵は南方へ転進を命ず」と部隊に脱出を命じ、自分は部隊の渡河を見届けてから責任をとり自決した。その結果、水上部隊の一部は包囲網の突破に成功して生還した。
既に第15軍が壊滅して劣勢の日本軍であったが、15倍の英印軍、および米式装備の中国軍に対する遅滞戦闘を実施した。これにより、更に損害は増大した。この作戦以後インド国民義勇軍は作戦地図より消滅。大部分のビルマ方面軍はタイのシャン高原付近へ敗走し終戦を迎える。辻自身は作戦指揮中、寝返ったビルマ軍の襲撃を受け負傷、後送される。

### 終戦
第18方面軍高級参謀としてバンコクにおいて終戦を迎えた辻は、8月14日に方面軍司令官の中村明人中将に「国家百年の為」潜伏することを願い出て、これを許可された。辻に対してはイギリスが戦犯容疑で追及を行うことが自明であったため、方面軍幕僚内でもこの決定に不満を持つものもいたが、中村司令官は辻を擁護し、イギリスの問い合わせに対しては「辻は敗戦の責任を感じ自殺するため離脱した。山中において一人命を断ったとみられる」と虚偽の説明をおこなった。
辻は数名の青年将校とともに青木憲信と名乗って日本人僧侶に変装しタイ国内に潜伏した。元軍人が僧侶に変装しているとの情報を得たイギリスが捜索を強化すると、辻はバンコクにおける中華民国代表部に赴いて日中平和の為働きたいと大見得を切り、この助けにより1945年11月に仏印ヴェンチャン、ユエ経由でハノイに渡り、さらにここから飛行機で重慶へと向かった。
1946年（昭和21年）9月にラーマ8世の不審死は銃の暴発に因るものであるとされたが、捜査に参加したイギリスの作家ウィリアム・スティーブンソン(William Stevenson)は辻が国王を殺害したと主張している。辻の自伝『潜行三千里』では、1945年（昭和20年）にタイを脱出し、1946年6月9日時点では中国にいたとしている。
中国では連合国であった国民党政権に匿われ、しかも国民党政権の国防部勤務という肩書きを与えられた。これは蔣介石の特務機関である軍統（軍事委員会調査統計局）のボス、戴笠の家族を過去に助けた経緯から、国民党政権が辻へかなりの親近感をもっていたためだといわれる。また蔣介石自身も、蔣の母が病死した際の慰霊祭を辻が以前におこなったことから辻に非常な好意をもっていた。

### 国内潜伏
やがて始まった中国の国共内戦が国民党に不利になりはじめたことから中国にとどまることにも危機を感じ、1948年（昭和23年）に上海経由で日本に帰国し、戦犯で訴追されるのを避けて国内に潜伏する。戦友、寺院、右翼団体に匿われたり、偽名で炭鉱労働者をしたりと国内を転々とし、作家の吉川英治から資金援助を受けたことがある。
辻は帰国直後（1948年春）は佐賀県の小城炭鉱で鉱夫をしたり、全国の日蓮宗の寺を転々としていた。
1949年（昭和24年）には渡辺渡や児玉誉士夫のもとに身を寄せている。
辻は1949年（昭和24年）夏より、1950年（昭和25年）１月までは奥多摩の西多摩郡古里村字小丹波の隠れ家で暮らしていた。ここに辻を連れてきて匿ったのは、飛田東山である。辻は飛田の援助を受けながら隠遁生活を送り、この半年間、この家で『潜行三千里』を書いた。
その後1950年（昭和25年）6月に台湾経由でインドシナ半島に渡り中国国民党のための工作を行ったが、工作は一度きりで断った。

### 文筆家として
1950年（昭和25年）1月、辻は戦犯指定から逃れ、再び世に姿を現すことになった。『サンデー毎日』に逃走潜伏中の記録『潜行三千里』を連載。これが単行本となって同年度のベストセラーとなる。同時に『十五対一』もベストテン入りしている。
旧軍人グループとの繋がりで反共陣営に参画。著書を次々出版しベストセラー作家としての知名度を確立した。
辻はその後、印税などで裕福になっていく。アメリカの束縛から離れた辻は『第三次世界大戦アメリカ必負論』とそれに基づくアメリカ駐在軍全面撤退論を唱えはじめ、やがてGHQやCIAなどの情報機関から疎まれるようになってゆく。アメリカは公職追放令違反で辻を追及しようとしたが、占領が終わろうとしていた時期だったためか具体的な対応は取られなかった。

### 政治家として
追放解除後の1952年（昭和27年）に旧石川1区から衆議院議員に初当選。自由党を経て自由民主党鳩山派、石橋派に所属。辻が石橋派に属した理由としては、石橋が「来る者は拒まず、去る者は追わず」の態度で派閥を運営したことや、辻の元上官であった磯谷廉介が戦中から石橋と懇意であり、磯谷が石橋に辻を紹介した可能性が指摘されている。
石橋内閣時代に外遊をし、エジプトのガマール・アブドゥル＝ナーセル、ユーゴスラビアのヨシップ・ブロズ・チトー、中国の周恩来、インドのジャワハルラール・ネルーと会談している。
政治家になった辻は衆議院議員3期目の途中だった1955年（昭和30年）にソ連に視察旅行に出かける。このとき辻はソ連のさまざまな人と会話をして、ソ連の実情を看破した。また、ノモンハン事件で対決したジューコフと辻は極秘に会談し「アメリカが日本に小笠原列島と沖縄を返還したら、ソ連は千島と樺太を返すだろう」などの内容を話し合った。辻は次のソ連の政権はジューコフとフルシチョフで争われるだろうと予想したが、実際にそうなり、フルシチョフが政権を握った。
一方で、政治家となった辻のもとに、軍人時代の責任を問う声がいくつも寄せられ、アジア各国で起きた残虐な事件（シンガポール華僑粛清事件・バターン死の行進など）は辻が計画したとして、軍の元上官から告発された。
1959年（昭和34年）、岸信介攻撃で自民党を除名されて衆議院議員を辞職したが、同年におこなわれた参議院議員選挙に全国区で立候補し、第3位で当選した。

### 失踪
1961年（昭和36年）、辻は参議院に対して東南アジアの視察を目的として40日間の休暇を申請し、4月4日に公用旅券で日本を出発した。辻は北ベトナムでホー・チ・ミンに会うことを望んでいた。予定では1カ月程度の日程であったが5月半ばになっても帰国しないため、家族の依頼により外務省は現地公館に対して調査を指令している。辻はラオス入りを支援した旧日本軍兵士・現地軍将校によって4月21日に目撃されたのを最後に消息を絶った。その後の調査によって、仏教の僧侶に扮してラオス北部のジャール平原へ単身向かったことが判明している。
失踪の真相を巡ってさまざまな説が主張された。そもそもラオスに向かった理由も判然としない。現地の少数民族の独立活動を支援しようとしたという説の他、朝枝繁晴が、敗戦後に中国に逃れ蒋介石に匿われて重慶にいた頃にタイ・ラオス・ミャンマーの黄金の三角地帯からアヘンを仕入れ隠匿していたので、それを回収して中国で売り選挙資金を得るつもりだったのではないかとの推理を、半藤一利に語ったように、何らかの旧日本軍の隠匿物資を回収しようとしたという説等がある。最終的に死んだものとし、その原因も、虎か毒蛇に襲われ死亡した、アジアの政治に介入するのを恐れたCIAが暗殺した、ベトナムで反共義勇軍で戦った、キューバで首相フィデル・カストロの支援工作をしている、ジャール平原からハノイに向かう旧ソ連の飛行機に乗ったが墜落した、エジプトの大統領ナセルの軍事顧問となった、などがある。辻の失踪については、1962年（昭和37年）5月4日の参議院議院運営委員会で報告・議論がなされている。
辻がラオスで消息を絶ってから9年後の1970年（昭和45年）4月13日付の『朝日新聞』で辻の消息に関する記事が掲載された。従軍カメラマンの楊光宇 による証言によると、1961年4月に辻はパテート・ラーオに捕らえられ、「中国語なら少しわかる」という辻の申し出により、中立派軍からカンカイの司令部にいた従軍カメラマン楊が通訳にかり出された。
6月頃に楊は、脱走しビエンチャンへ向かうのに協力して欲しいと辻から報酬を引き換えに持ちかけられたが、ほどなく軍の命令により北京へ写真の研修に向かい、1962年3月にラオスへ戻った。カンカイには既に辻の姿はなく、パテート・ラーオの司令官や兵士からは「辻は逃げた」、「楊が北京に向ってから1ヶ月ほど経って姿が見えなくなった」などと言われた。楊は「結局、1965年まで私は中立派軍にいました。辻さんの行方はついにわかりませんでした。これは私の意見ですが、変装したということが、スパイ容疑を決定的にしたようです。ひそかに処刑されたのだ、と思います」と述べている。ラオスで現地調査を行った三木公平は、辻は僧衣をつけていたことや軍歴・経歴からスパイと疑われ、フランス軍将校の関与により処刑されたという証言を得ている。
CIA文書によると、辻は1962年8月8日時点で存命であり、ハノイからヴィエンチャンに戻った後に中国共産党に拉致され中国雲南省に抑留されていること、中国共産党が辻を改造して「東南亜戦略委員会設計部長」に任命する計画を立てており、辻に何らかの宣言をさせて日米関係や日本の東南アジアにおける地位に打撃を与えることを画策していること、中国共産党右派が辻を釈放して、日本政府から支援を得ようとしていること、辻が生存していることを証明するために、中国共産党は日本政府からの人員がラオスから雲南省に入り、辻と面会することを承諾していることが書かれている。ほか、辻政信の息子である辻徹が、香港で辻を救出するために工作をしていたことも明らかにされている。1962年9月11日のCIA文書によると、同年5月後半にCIA極東課に、辻が自筆で書いたとされる封筒（中身は、中国共産党雲南省委員会で書かされた坦白書か？）が持ち込まれ、同年8月24日に出た筆跡鑑定の結果、辻自身のものであると断定されている。
参議院議員としての議席は1965年（昭和40年）6月の任期切れまで保たれていた。この間、1962年に無所属クラブは参議院同志会（緑風会より改称）と合同して第二院クラブとなったため、辻は不在のまま二院クラブ所属になった。1964年（昭和39年）、旧同志会が二院クラブを離脱して緑風会に戻ると、辻はどちらの会派にも入れず、便宜上各派に属しない議員（純無所属）とされた。
その後、家族の失踪宣告請求により、1969年（昭和44年）6月28日に東京家庭裁判所は1968年7月20日付の死亡宣告を行なった。墓碑が大東市野崎観音・慈眼寺に建立された。

## CIA極秘文書
2005年に機密解除・公開された、アメリカ中央情報局（CIA）の文書には『服部卓四郎ファイル』や『辻政信ファイル』が存在する。有馬哲夫はファイル解析の結果、辻の『潜行三千里』の記述は「おおむね事実」であるという。辻の大陸での行動は中国国民党からの報告がCIA文書となって残っているので、辻の活動はその文書から確認できるという。
アメリカ国立公文書館で2005年から2006年に解禁されたCIAの機密文書によると、CIAを始めとするアメリカの情報機関は戦後、辻らに接近したという。しかし、辻を「政治においても情報工作においても性格と経験のなさから無価値である」「機会があるならばためらいもせずに第三次世界大戦を起こすような男」（1954年の文書）と酷評している。
吉田政権へのクーデター話は、服部卓四郎ファイルに入っている。クーデターの指導者は服部卓四郎で主要メンバーは児玉誉士夫、天野辰夫、本間憲一郎、井本熊男らであるという。辻はグループを説得し、倒すべき敵は社会党と日本共産党であるとした。グループはクーデターの代わりに小規模の暗殺を行うことも計画し、そのターゲットは広川弘禅であるとした。ただ、このクーデターの話はファイルで「信頼性を判断できない情報源からもたらされた信憑性を判断できない情報」であると評価されている。
有馬哲夫は、この情報が中国からもたらされている事実もふまえ、中国とのつながりもある辻の一種のはったりではないかと考えている。

## 人物像
自分の意見は、たとえそれが上司であっても大声で直言したと伝えられる。このような態度に出られたのは他に石原莞爾のみと言われ、言われた側もその意見に従わざるを得ない不思議な気迫と雰囲気を持っていたという。
上司への直言の例として、ガダルカナル島攻防戦を巡る駆逐艦の輸送問題（鼠輸送）で作戦が失敗したとき、辻は陸軍参謀本部で激怒、参謀総長杉山元陸軍大将は昭和天皇に海軍の輸送失敗（12月11日、第二水雷戦隊司令官田中頼三少将指揮。旗艦照月沈没）を、陸軍側の視点から詳細に説明している。
平等主義に徹し、正義感が強かったとされる例では、1942年（昭和17年）7月23日、ポートモレスビー作戦にともないトラック島泊地に出張。海軍専用料亭（料亭小松）で第四艦隊司令長官井上成美中将の歓待を受けた際、海軍側の好意を感じつつも、芸者達を見て『しかしそれはあまりにも第一線の様相とかけはなれた情緒であった。』と回想している。またトラック泊地海軍宿舎の便所や湯殿がコンクリート造りだったことに対して『このセメントでトーチカを作っていたら、あんなみじめな敗け方はしなかった』と評した。同年9月下旬、ガダルカナルの戦いに関連してトラック島泊地に停泊していた連合艦隊旗艦の大和型戦艦1番艦「大和」へ連合艦隊司令長官山本五十六大将を訪ねたとき、物資統制にもかかわらず山海の珍味が食卓に並んでいたのを見て不快に思い「海軍はゼイタクですね」と皮肉を述べた。直後、辻は海軍側から山本長官の心遣いであることを知らされ「下司（）の心をもって、元帥の真意を忖度しえなかった、恥ずかしさ。穴があったら入りたい気持ちであった」と回想。山本の態度から日本海軍と日本陸軍の統率を比較して「下剋上の悪風が敗れたる陸軍に無かったと主張することはできないが、さらに一歩考えねばならぬことは、幕僚にわがままを許すのは、上官の罪ではなかろうか。」と反省した。
平等主義・正義感の他の例として、ノモンハンにおいて負傷した兵士を置き去りにして退却する友軍を叱咤し、自ら最前線に進み負傷した兵士を背負って戻ってきた ともいう。辻は、連隊長・須見新一郎が第一線でビール（実際はビール瓶に入った水）を飲んでいるのを目撃した際に義憤にかられて階級を無視して連隊長を怒鳴りつけたとしている。
また、高級参謀は通常現地視察を行うことはほとんどないが、辻は積極的に（最前線も厭わず）現場に赴き、現場の人間と会話を交わしている。このようなフットワークの軽さによって、接した人に感銘を与え、親近感や信頼を勝ち得ることに成功した。
一方で、すでにノモンハンから終戦後までの行動で、述べられたような悲劇を生んだ独善的作戦遂行・越権行為や部下への責任押し付け・責任のがれは、以下の「評価」で見られるように厳しく批判されている。杉森久英は「辻は新しい部署に配属されると、まず経理部に出かけて、参謀長以下幕僚たちの自動車の使用伝票と料亭の支払伝票を調べ上げた。これで弱点を握られた上官は、辻に頭が上がらなくなり、彼の横暴を黙認する結果となった」と述べている。

## 評価

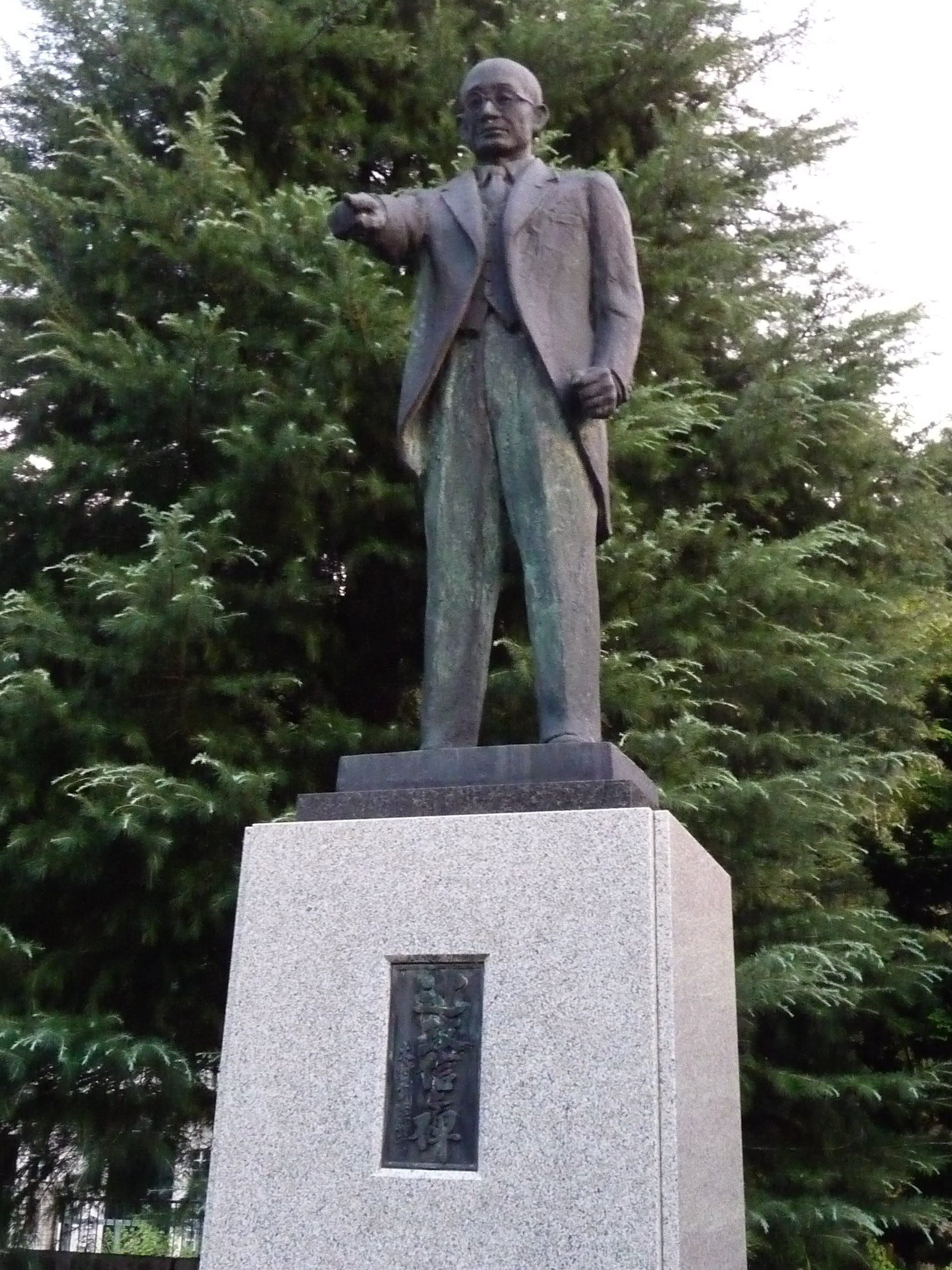
石川県加賀市の「辻政信之碑」

毀誉褒貶が激しく、歴史的評価は真っ二つに分かれる。
前述の通り、人を引き付ける個性や強い正義感とともに、軍事作戦の才能などは高く評価された。
戦時中、マレー作戦で辻は新聞記者相手の広報も担当し、記者達は辻がよどみなく語る名作戦の数々に感嘆し、辻を「軍の神様」と謳った。
秦郁彦は、作戦参謀としての辻を、マレー作戦は高評価、バターン半島作戦も一定の評価をしている。
一方で、批判的評価としては、シンガポール華僑粛清事件やバターン死の行進での非人道的残虐事件を巻き起こした職務越権命令、および戦後の逃亡による戦犯としての処罰逃れ等が挙げられている。秦郁彦は、ノモンハン事件での独断専横と部下への責任押し付けを批判している。
そして、辻が、補給を無視したポートモレスビー作戦を大本営の命令を無視して独善的に実施したことや、ガダルカナル島の戦いにおいて情報を無視して攻撃を行ったことは、いずれもその誤った作戦指導が敗北と多くの人命を失う結果をもたらした。
大本営海軍部に所属して辻（陸軍部参謀）と顔を合わせてきた高松宮宣仁親王（海軍中佐、昭和天皇弟宮）は、辻の新聞記者に対する言動を「自分の手柄話」と評し、陸軍における下剋上体質の象徴とみている。
戦後には、GHQから「第三次世界大戦さえ起こしかねない男」と危険視された。
内灘闘争では応援にかけつけた写真が残っている。辻先生が来たと皆の意気が上がったが、夜になると「寒くなるから皆さん下がって下さい」と皆を座り込みから遠ざけ、辻を信用した皆は言うとおりにした。辻は新聞記者も遠ざけ、単身米軍の高官と話をして戻ってきた。そのまま寝ていたが、翌朝に砲撃が始まった。流石に砲弾の下に誰も行けない状態で、ここで辻は「始まってしまっては仕方ない。私は国会で闘争を続けます」と帰っていった。
半藤一利は牟田口廉也（無理の多いインパール作戦で多くの日本兵の犠牲者を出した）と辻を比して「少なくとも牟田口は自分の責任を口にしていたが、辻は自分の責任を全く考えていない」と2人を対照化している。半藤は戦後、議員となった辻を取材した際、目の前に「絶対悪というものが出現存在する気配にとらわれた」と感想を記している。これについて、辻の次男である辻毅は、半藤は父に1回しか会っていないとし「しかも、5分、10分ですよ。それで父の何が分かると言うのでしょうか」と半藤を批判している。
その一方で、辻と接した軍人たち、辻の出身地の人々などには、辻の軍事功績や人柄を支持し、敬愛した人々が多く存在した。終戦後30年を経た昭和54年（1979年）に、辻の出身地である加賀市山中温泉に辻の銅像が建立されている。

## 親族
長女の英子は、辻と同じく陸軍士官学校出身であった衆議院議員堀内一雄の子息堀内光雄（富士急行株式会社のオーナー。後に衆議院議員）と結婚 し、その間の子（辻の孫）が堀内光一郎（富士急行株式会社の代表取締役社長。衆議院議員堀内詔子の夫）である。光一郎と詔子の子息（辻の曽孫）の堀内基光はみずほ銀行勤務で、秋篠宮佳子内親王との交際が週刊誌に報じられたが、母詔子は交際の事実を否定している。
二女の美登子は植村甲午郎の二男・泰久（仙台放送第4代社長）の妻。

## 著書
- 『十五対一 -ビルマの死闘-』（酣灯社、1950年）
- 『1960年』（1956年）、『ズバリ直言』（1959年）『世界の火薬庫をのぞく』（1957年　全て東都書房）
- 『亜細亜の共感』（1950年）、『私の選挙戦』『自衛中立』（共に1952年　全て亜東書房）
- 『ガダルカナル』（養徳社、1950年）
- 『この日本を』（協同出版、1953年）
- 『中ソひとり歩き』『次の世界大戦』（河出書房、共に1955年）
- 『これでよいのか』（有紀書房、1959年）
- 『シンガポール -運命の転機-』（東西南北社、1952年）
- 『潜行三千里』（1950年　2008年に毎日ワンズより新装再版）『動乱の眼 アジア・アラブの指導者と語る』（共に毎日新聞社、1958年）
- 『ノモンハン秘史』 - 家族に宛てた遺書を公開（毎日ワンズ、2009年）その後、2022年7月8日に、毎日ワンズより「ノモンハン秘史[完全版]」が出版されている。

### 手記
『週刊新潮』2006年2月23日号 で、辻が失踪直前に次男に託した手記の存在が明らかになった。題名は「ノモンハンの罪人と呼ばれて」。ノート6冊に及ぶ手記には、陸軍参謀本部や関東軍での生活など自らの半生が詳細に綴られているといい、専門家による分析が待たれている。
なお、辻の遺書は『ノモンハン秘史』（毎日ワンズ、2009年）として公刊された。

## 辻が登場する作品
- 安彦良和の長編漫画『虹色のトロツキー』では、ノモンハン事件をきっかけに辻が日ソの全面戦争を仕掛けることによって、泥沼になった日中戦争の収束を目論む。またこの事件前に、対ソ戦争計画について、辻と師匠の石原莞爾とがさまざまな謀議を重ねていたことが描かれている。
- かわぐちかいじの長編漫画『ジパング』では、トラックを来訪し統帥権を盾に半ば強引に連合艦隊首脳の了承を得た後、架空の登場人物である草加拓海海軍少佐と会見し、日本の敗北と60年後の戦闘艦「みらい」の存在を知ることになっている。その後、作品上では大本営にガダルカナル島からの撤退命令を具申する決意をし、ガダルカナルからの撤退を史実より半年早く実現させる。
- 『昭和天皇物語』（2017年 から小学館『ビッグコミックオリジナル』連載、作画 能條純一：原作 半藤一利「昭和史」、脚本：永福一成、監修：志波秀宇）

## 辻政信を演じた人物
- 山本麟一 - 『戦争と人間』　第三部　完結篇 (1973)
- 中谷一郎 -『連合艦隊司令長官 山本五十六』 1968年
- 辻萬長 -『南十字星』 1982年